# Alfredo Biondi
Alfredo Biondi (Pisa, 29 giugno 1928 – Genova, 24 giugno 2020) è stato un politico e avvocato italiano, storico leader del Partito Liberale Italiano e ministro di grazia e giustizia dall'11 maggio 1994 al 17 gennaio 1995 nel primo governo Berlusconi.
Parlamentare di lungo corso (dal 1968 al 1972, e poi ininterrottamente dal 1979 al 2008); è stato anche ministro per le politiche comunitarie dal 1º dicembre 1982 al 4 agosto 1983 nel quinto governo Fanfani e ministro per l'ecologia dal 4 agosto 1983 al 31 luglio 1985 nel primo governo Craxi. Ha altresì ricoperto, per più di un quindicennio, la carica di vicepresidente dell'assemblea di Montecitorio.
Fu segretario del Partito Liberale Italiano dal 1985 al 1986.

## Biografia

### Inizi: carriera forense
Allievo della scuola forense pisana di Francesco Carnelutti, esercitò come avvocato in molti processi degli anni settanta.
Negli anni ottanta assurge alle cronache perché, in costanza del suo incarico parlamentare, presta la sua difesa a Gigliola Guerinoni, detta la mantide di Cairo Montenotte, in un processo per omicidio intentato contro la moglie e l'amante dell'assassinato nella tranquilla città dell'entroterra ponentino. Il giudizio si conclude con la condanna a 26 anni di carcere per Gigliola Guerinoni e 15 anni per Ettore Geri.
Nel maxiprocesso di Palermo del 1986-87, assieme ad Alfredo Galasso e Carla Garofalo, assiste nel patrocinio di parte civile, Nando, Rita e Simona dalla Chiesa, i figli del generale Carlo Alberto dalla Chiesa.

### Deputato, Ministro e Vicepresidente della Camera per il PLI

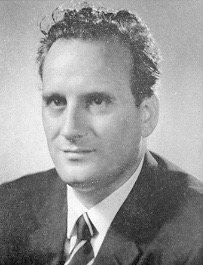
Alfredo Biondi nel 1968

Alle elezioni politiche del 1968 viene candidato alla Camera dei deputati, ed eletto deputato nella circoscrizione Genova-Imperia-La Spezia-Savona per il Partito Liberale Italiano. Nel corso della V legislatura è stato componente della 1ª Commissione Affari costituzionali, della Commissione parlamentare per le questioni regionali e delle Commissione parlamentare d'inchiesta sugli eventi del giugno-luglio 1964.
Dopo una mancanza di 10 anni nell'aula di Montecitorio, viene rieletto nel 1979 e dal 17 luglio 1981 al 1º dicembre 1982 è presidente della 7ª Commissione Difesa.
Con la nascita del quinto governo presieduto da Amintore Fanfani tra DC, PSI, PSDI, PLI e l'appoggio esterno di PRI, diventa Ministro per il coordinamento delle politiche comunitarie che il 1º dicembre 1982 giura nelle mani del Presidente della Repubblica Sandro Pertini, rimanendo in carica fino al 4 agosto 1983.
Rieletto deputato nel 1983, nel I Governo Craxi, dal 4 agosto 1983 al 31 luglio 1985, fu Ministro senza portafoglio con delega per l'Ecologia.
Fu eletto segretario del Partito Liberale Italiano nel 1985, succedendo a Valerio Zanone, fino al 1986 quando gli subentrò Renato Altissimo.
Nella X legislatura sempre per il PLI è Vicepresidente della Camera dal 9 luglio 1987 al 22 aprile 1992 e anche nella XI, dal 30 aprile 1992 al 14 aprile 1994, dove è pure presidente del Comitato per la sicurezza. È stato presidente provvisorio della prima seduta della Camera in due occasioni: all'inizio dell'XI legislatura, il 23 e 24 aprile 1992 (nell'elezione che porta alla nomina di Oscar Luigi Scalfaro) e all'inizio della XII, il 15 e 16 aprile 1994 (nell'elezione della presidente Irene Pivetti).
È stato presidente del PLI dal 1993 fino allo scioglimento del partito del febbraio 1994.

### Deputato dell'UdC e ingresso in Forza Italia: Ministro della giustizia

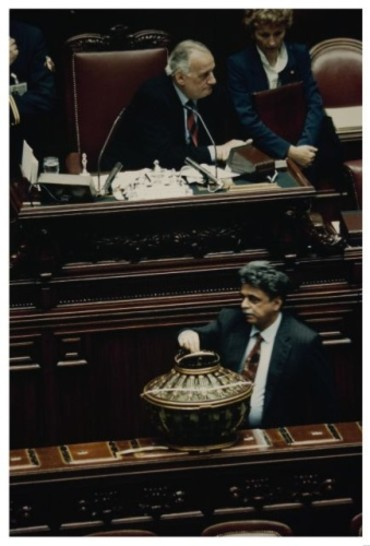
Biondi sullo scranno della presidenza della Camera dei deputati, sotto Achille Occhetto durante le elezioni del Presidente della Camera del 1992

Insieme a Raffaele Costa, il fondatore dell'Unione di Centro e ultimo segretario del PLI (scioltosi del febbraio 1994), si presentò alle elezioni nella lista Polo delle Libertà, ed è stato rieletto deputato nel collegio Genova-Nervi, aderendo al gruppo di Forza Italia.
Nel I Governo Berlusconi, dal 10 maggio 1994 al 17 gennaio 1995, fu Ministro di grazia e giustizia. In un primo momento venne destinato al Ministero della Difesa, ma il veto posto dal Presidente Scalfaro sul nome di Cesare Previti per il dicastero di Via Arenula causò lo spostamento di Biondi alla Giustizia, mentre Previti fu nominato Ministro della Difesa.
Nel mese di luglio 1994, presenta il cosiddetto decreto salvaladri, che apre le porte ad oltre 2750 detenuti tra cui 350 detenuti di Tangentopoli. Il decreto viene ritirato in seguito alle dimissioni del pool dei magistrati di Milano e alla intensa protesta popolare. Lega e An, tremando all’idea di perdere consensi, minacciano di far cadere il governo. “Forse qualcuno teme che il carcere faccia parlare altra gente. Che qualcuno venga ‘massaggiato’ dai magistrati“, dice Umberto Bossi, due giorni dopo l’approvazione. Biondi si difende: "Sono un galantuomo. Pensare che possa agire per fare un servizio a qualcun altro mi offende". Una legge fatta “per i poveri cristi”, sosterrà ancora nel 1996 in un’intervista al Corriere della Sera.
Ha collaborato con Raffaele Costa nella rivista quindicinale Il Duemila.

### Di nuovo Vicepresidente della Camera
Dal 15 maggio 1996 è vicepresidente della Camera fino al 29 maggio 2001.
Alle elezioni politiche del 2001 viene rieletto alla Camera, tra le liste proporzionale di Forza Italia nella circoscrizione Lombardia 3, ed è ancora vicepresidente della Camera per tutta la XIV legislatura, dove ha guidato l'unica votazione nella quale il governo Berlusconi è stato messo in minoranza da componenti dello stesso partito del Premier: la bocciatura della proposta di applicare il codice penale militare di guerra ai soldati del contingente italiano in Iraq ed in Afghanistan; la proposta, contenuta nel decreto-legge firmato dall'allora Ministro della difesa Antonio Martino, riformulata poi al Senato contemplando anche un adeguamento del codice alla normativa del diritto internazionale umanitario.
Dal 2004 al 2009 è stato presidente del Consiglio Nazionale di Forza Italia, massimo organo collegiale del partito.

### Elezione a senatore
Il 28 aprile 2006 viene eletto al Senato della Repubblica nelle liste di Forza Italia per la regione Liguria. È stato componente della 4ª Commissione Difesa e della 9ª Commissione Agricoltura e produzione agroalimentare e Vicepresidente del Consiglio di Garanzia di Palazzo Madama. Resta senatore fino al 28 aprile 2008.
Nella sostituzione del giudice costituzionale Romano Vaccarella, l'indicazione formalmente avanzata dal centro-destra al Parlamento in seduta comune: nei molteplici scrutini avutisi lungo tutto il 2007, non ha però mai conseguito la maggioranza di voti richiesta.

### Ritorno al Partito Liberale Italiano
Alle elezioni politiche del 2008 non viene reinserito tra le liste del Popolo della Libertà.
Privo di vincoli politici con il PdL, aderisce "tecnicamente" all'Associazione per la Difesa della Vita di Giuliano Ferrara insieme ai colleghi senatori Iannuzzi e Sterpa per esonerare la lista dall'obbligo di raccolta delle firme e quindi consentirle di essere presente in tutte le circoscrizioni (la lista concorre però solo per la Camera).
Il 26 ottobre 2010 lascia la Direzione Nazionale del PdL, per la mancanza di dibattito interno al partito e per una visione a sua detta feudale.
Il 5 marzo 2011, in occasione del Consiglio Nazionale del PLI, ritorna nel Partito Liberale Italiano. È presidente dell'Unione liberale di centro, l'associazione liberale promossa da Raffaele Costa. Nel 2014 fonda assieme a Renato Altissimo e Carlo Scognamiglio il movimento politico I Liberali.
È morto il 24 giugno 2020 a Genova, a pochi giorni dal compimento dei 92 anni.

## Procedimenti penali a suo carico
L'avvocato Alfredo Biondi, dal 1991 al 1994, annotava i relativi corrispettivi nelle scritture contabili obbligatorie ai fini delle imposte sui redditi e dell'Iva in misura diversa da quella reale, patteggiò una condanna a 2 mesi di arresto e 6 milioni di Lire di ammenda.
Biondi ha affermato: Il mio crimine consisterebbe in una contravvenzione per erronea redazione della dichiarazione dei redditi del mio studio professionale. La contravvenzione per cui patteggiai una pena pecuniaria (ammenda) è definita falsamente frode fiscale.
Il reato è stato comunque in seguito depenalizzato con decreto legislativo n. 74 del 10 marzo 2000, durante il Governo D'Alema II.
L'ipotesi contravvenzionale fu abrogata, il che per norma costituzionale ha effetto retroattivo: di ciò il magistrato procedente ha preso atto il 28 settembre 2001. La fedina penale del deputato Alfredo Biondi è di nuovo senza alcuna iscrizione al casellario giudiziario.

## Altri fatti
Biondi guidò una delegazione non ufficiale, di parlamentari italiani negli Stati Uniti dove, in un carcere della Virginia, si trovava rinchiuso il condannato a morte Derek Rocco Barnabei. «Sia ben chiaro che noi non andiamo in Virginia con l'idea di fare qualcosa che abbia una vocazione magistrale ma soltanto per esercitare un richiamo all'attenzione e all'esigenza di conoscere per poi poter deliberare», disse Biondi poco prima di partire dall'aeroporto di Fiumicino, riferendosi alla vicenda della scomparsa e del successivo ritrovamento dei reperti. «Dopo quanto accaduto - aggiunse l'allora vice presidente della Camera - è necessario che si facciano accertamenti. Occorre, cioè, stabilire se c'è stata o no manomissione. Se non c'è stata, tanto meglio. Ciò che chiediamo è, quindi, un'analisi comparativa rispetto alle valutazioni precedenti». Il 19 luglio 2000 intervenendo in Aula a sostegno della mozione 'Veltroni ed altri n. 1-00469' che impegnava "il Governo ad intervenire presso il Governatore della Virginia ed il Governo degli Stati Uniti affinché possano essere autorizzati nuovi test, con particolare riferimento alle analisi sul DNA, e perché in ogni caso attraverso l'eventuale commutazione della pena sia evitata l'esecuzione di Derek Rocco Barnabei", disse: "La Costituzione della Repubblica ha eliminato la pena di morte come sanzione estrema e suprema, come atto di disperazione giudiziaria. La legge attuativa che ne seguì lasciò la pena di morte solo per i reati previsti dal codice penale militare di guerra. Ho avuto l'onore, come guardasigilli della Repubblica, di presentare il disegno di legge, poi approvato dal Parlamento, che eliminava anche quest'ultimo reperto archeologico di una giustizia ingiusta. Ingiusta perché manca all'appuntamento con l'umanità. Quando la giustizia manca all'appuntamento con l'umanità, non è giustizia. Quando il diritto diventa delitto, ancor peggio premeditato e strumentato, in modo che come pena accessoria vi sia l'attesa e poi lo spegnimento di un essere umano, ciò non può essere considerato una pena accettabile."
Alfredo Biondi nel 2001 fu difensore del vicequestore Troiani implicato nei fatti della scuola Diaz, durante il G8.
Il 27 luglio 2005 ha difeso la squadra calcistica del Genoa, di cui è tifoso, nel processo per la combine Genoa − Venezia. Inoltre nel 2006 ha curato la prefazione di una parodia della Divina Commedia basata sulle sventure giudiziarie del Genoa nel 2005, la Divina Tragedia.
Sua è anche la prefazione a un altro testo ispirato alla squadra rossoblu: "Più mi tradisci più ti amo", di Alberto Isola (Frilli Editori, 2003)
Fra il 2002 ed il 2008, nelle more della Vice Presidenza della Camera dei deputati (2001-2006), nella Sua qualità di Presidente del Consiglio Nazionale del Partito di Maggioranza relativa al governo nonché Esponente di rilievo (fino al 2008) della vita Politica Italiana , ha difeso, nel processo penale di Assicuropoli (Genova, 2003), un imputato, condannato con sentenza passata in giudicato (28187/08), quale capo di un’associazione criminale dedita alla truffa nonché al falso ed alla corruzione . Nel processo politico, scorso parallelo ad esso , ha ispirato, nel 2002, l’indulto della Pena ( Corriere della Sera, 17 settembre ) , nel 2004, ha presieduto l’Interpellanza parlamentare contro il Pubblico Ministero (Resoconto stenografico Seduta 428 del 25/2/2004), nel 2005, è intervenuto in Suo sostegno il Governo in carica (Atto Presidenza del Consiglio dei Ministri, 3 marzo 2005) e, nel 2006 , a nome del Partito di Maggioranza relativa al governo, ha approvato la Legge di penalizzazione dei reati che ha permesso al Suo assistito ed ai membri di quattro associazioni criminali di beneficiare dei consistenti sconti di pena di cui alla Sentenza passata in giudicato nel 2008.